# ماوريسيو (لاعب كرة قدم)
ماوريسيو هو لاعب كرة قدم برازيلي في مركز الهجوم، ولد في 22 يونيو 2001 في ساو باولو في البرازيل. لعب مع نادي كروزيرو.

## وصلات خارجية
- ماوريسيو على موقع قاعدة بيانات كرة القدم.إي يو (الإنجليزية)
- ماوريسيو على موقع Soccerway.com (الإنجليزية)